# Neptis kusnetzovi
Neptis kusnetzovi är en fjärilsart som beskrevs av Kurentzov 1949. Neptis kusnetzovi ingår i släktet Neptis och familjen praktfjärilar. Inga underarter finns listade i Catalogue of Life.